# Казаджиев, Геннадий Карпович
Геннадий Карпович Казаджиев (17 мая 1924, Краснодар — 30 августа 2003) — советский и российский спортсмен, мастер спорта по акробатике, заслуженный тренер СССР, заслуженный работник физической культуры Российской Федерации. Отличник физической культуры (1955).

## Биография
Родился 17 мая 1924 года в Краснодаре.
В 1940 году окончил школу № 30. Затем учился на рабфаке химико-технологического института и в школе рабочей молодежи.
В РККА с 1940 года. Призван Краснодарским ГВК гор. Краснодара. Участник Великой Отечественной войны с 1942 по 1945 год.
В июне 1942 года сражался в должности командира отделения 1173-го стрелкового полка 30-й гвардейской стрелковой дивизии в боях за г. Краснодар, Горячий Ключ, ст. Пашковскую. Участник обороны Пашковской переправы. Был ранен.
В январе 1943 года наводчик минометной установки М-8 Г. К. Казаджиев в составе 2-го отдельного горно-вьючного миномётного дивизиона воевал в районе станиц Вишневская, Хаджинская и Малая Земля.
Ранен в июле 1943 года. Выздоровление проходило в эвакогоспитале № 2452.
В сентябре 1944 года воевал разведчиком в составе 229-го гвардейского артполка 9-й стрелковой дивизии в районе Запорожья, Одессы и Заднепровского плацдарма.
Приказом по 3-му Украинскому фронту №: 456 от: 28.03.1945 года красноармеец Казаджиев Г. К. награжден медалью «За оборону Кавказа».
Приказом по ЮГВ №: 71/н от: 27.07.1945 года автоматчик 10-го отдельного батальона автоматчиков 3-го Украинского фронта гвардии рядовой Казаджиев награжден орденом Красной Звезды.
После окончания войны вернулся в Краснодар, занялся спортивной акробатикой. В 1947—1948 годах работал старшим инспектором по работе среди детей и учащейся молодежи городского комитета по делам физической культуры и спорта Краснодара. В 1952 году окончил факультет физического воспитания Краснодарского государственного педагогического института. В 1948—1957 годах работал учителем физического воспитания в средней школе № 28. В 1957—1969 годах заведовал кафедрой физического воспитания Кубанского сельскохозяйственного института. В 1969—1992 годах работал в Краснодарском институте физической культуры, был деканом спортивного и педагогического факультетов. С 1992 года — вице президент ассоциации любителей и профессионалов спорта.
В 1952—1957 годах был чемпионом РСФСР по акробатике, в 1955 и 1956 годах — чемпионом СССР. В 1952—1968 был старшим тренером сборных РСФСР и СССР. В 1973—1985 являлся президентом судейского и технического комитетов Международной федерации спортивной акробатики. Среди его учеников — многократные чемпионы СССР, заслуженные мастера спорта А. И. Корнев и В. П. Ананевич.
В 1985 году награжден орденом Отечественной войны 2-й степени.

## Память
Имя Геннадия Казаджиева носит ГБОУ ДОД СДЮСШОР № 1 Краснодарского края по спортивной акробатике и спортивной гимнастике. Каждый год в Краснодаре проходят всероссийские соревнования «Открытый Кубок памяти Г. К. Казаджиева».
Также решением городской Думы Краснодара от 28.02.2019 именем Геннадия Казаджиева была названа улица в Карасунском внутригородском округе города Краснодара
Мемориальная доска установлена в Краснодаре по адресу: улица Орджоникидзе, 29/1.

## Награды и звания
- Заслуженный тренер СССР[2][8]
- Заслуженный работник физической культуры Российской Федерации[9]
- Мастер спорта СССР[2]
- Судья международной категории[2]
- Почётный судья всесоюзной категории[2]
- Почётный гражданин Краснодара (1997) — «за многолетний труд, активную общественную деятельность, значительный вклад в развитие экономики города, создание и сохранение культурного и исторического наследия Кубани и краевого центра»[9]
- Орден Отечественной войны II степени[8][10](1985)
- Орден Красной Звезды[8][11]
- Орден «Знак Почёта»[8]
- Медаль «За победу над Германией»[8]
- Медаль «За взятие Будапешта»[8]
- Медаль «За освобождение Белграда»[8]
- Медаль «За взятие Вены»
- Медаль «За оборону Кавказа»[8][12]